# Na skróty
Na skróty (ang. Short Cuts) – amerykański film z 1993 roku w reżyserii Roberta Altmana, ekranizacja prozy Raymonda Carvera.
Film przedstawia obraz amerykańskiego przedmieścia Los Angeles, a bohaterami są niektórzy z jego mieszkańców, których codzienność przypadkowo się ze sobą splata, jednak ich nie wiąże. W filmie nie ma ani głównych bohaterów, gdyż są nimi praktycznie wszystkie przedstawione osoby, ani osi fabuły.
Reżyser na przemian przedstawia krótkie wątki (amerykański tytuł filmu to Short Cuts) związane z mieszkającymi bliżej lub dalej od siebie rodzinami.

## Obsada
- Andie MacDowell – Ann Finnigan
- Bruce Davison – Howard Finnigan
- Jack Lemmon – Paul Finnigan
- Lane Cassidy – Casey Finnigan
- Tim Robbins - Gene Shepard
- Julianne Moore – Marian Wyman
- Matthew Modine – dr Ralph Wyman
- Anne Archer – Claire Kane
- Fred Ward – Stuart Kane
- Jennifer Jason Leigh – Lois Kaiser
- Chris Penn – Jerry Kaiser
- Huey Lewis – Vern Miller
- Lili Taylor – Honey Bush
- Lily Tomlin – Doreen Piggot
- Tom Waits – Earl Piggot
- Frances McDormand – Betty Weathers
- Peter Gallagher – Stormy Weathers
- Annie Ross – Tess Trainer
- Deborah Falconer – Barbara
- Danny Darst – Aubrey Bell